# Karoline Bauer

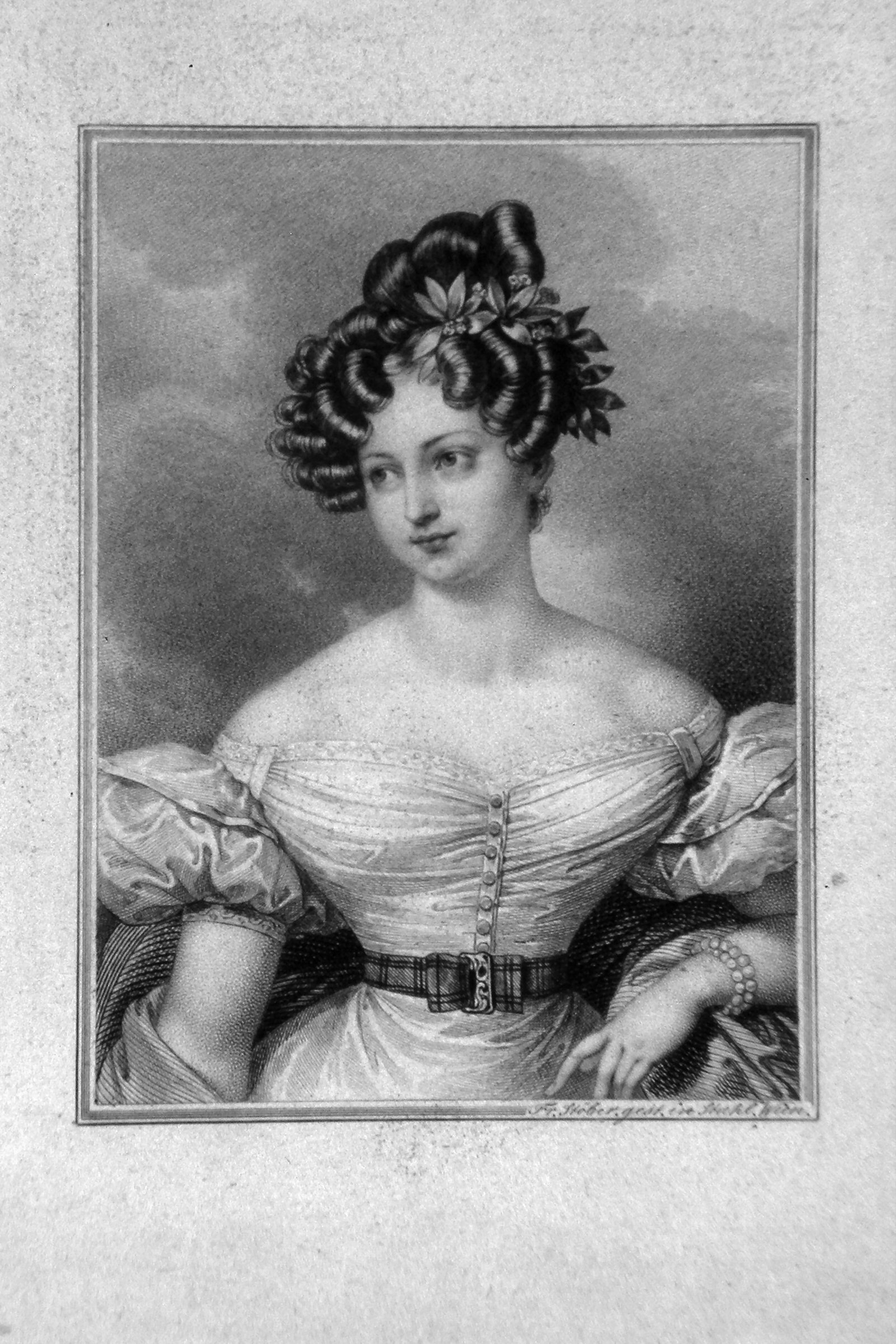
Karoline Bauer, Stahlstich von Franz Xaver Stöber

Karoline Bauer (* 29. März 1807 in Heidelberg; † 18. Oktober 1877 in Kilchberg bei Zürich) war eine deutsche Theaterschauspielerin der Biedermeierzeit.

## Familie
Bauer wurde am 10. April 1807 in der evangelischen Heiliggeistkirche auf den Namen Karoline Philippine Auguste getauft. Ihr Vater war Heinrich Bauer (1781–1809), Leutnant und Adjutant beim Herzoglich Badischen leichten Dragonerregiment, und ihre Mutter war Christiane geb. Stockmar (* 1785; † 10. März 1842) aus Coburg. Als Paten fungierten der Amtmann Karl Wagner und dessen Ehefrau Karoline (Onkel und Tante), der Oberamtmann August Becker in Braunschweig (Onkel), Major Bauer in Kassel (Onkel), die aufgrund ihrer Abwesenheit durch Charlotte Stockmar (geb. Ramdor; † März 1814, die Großmutter mütterlicherseits) aus Coburg vertreten wurden. Sie hatte bei ihrer Geburt bereits drei ältere Geschwister, Lottchen (Charlotte, 5 Jahre; † März 1814), Karl (4 Jahre) und Louis (2 Jahre). Ihr Vater war nicht zugegen, da er zu dieser Zeit mit den Truppen des Marschalls François-Joseph Lefebvre vor Danzig lagerte. Als frisch ernannter Rittmeister wurde ihm am 22. Mai 1809 in der Schlacht bei Aspern durch eine Kanonenkugel ein Bein abgerissen und er erlag wenige Tage später, am 28. Mai, im Pfarrhaus in Breitenlee seiner Verletzung. Ihre junge Mutter war nun Witwe, sie blieb danach unverheiratet und musste die vier Kinder allein großziehen. Nach dem Tod ihrer Großmutter ließ sich ihre Familie 1814 in Karlsruhe nieder, um den Kindern eine bessere Erziehung zu ermöglichen. Karl Bauer kam in die großherzogliche Junkerschule, um wie sein Vater Offizier zu werden. Louis sollte zum Kaufmann ausgebildet und Karoline Gouvernante werden. So erhielt sie den ersten Unterricht und zeichnete sich insbesondere im Klavierspiel aus.

## Künstlerisches Wirken

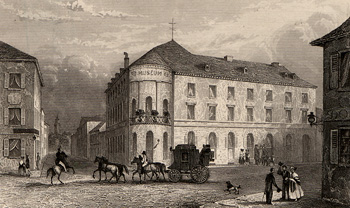
Museumsgesellschaft Karlsruhe, wo 1820 Karoline Bauer als Pianistin debütierte

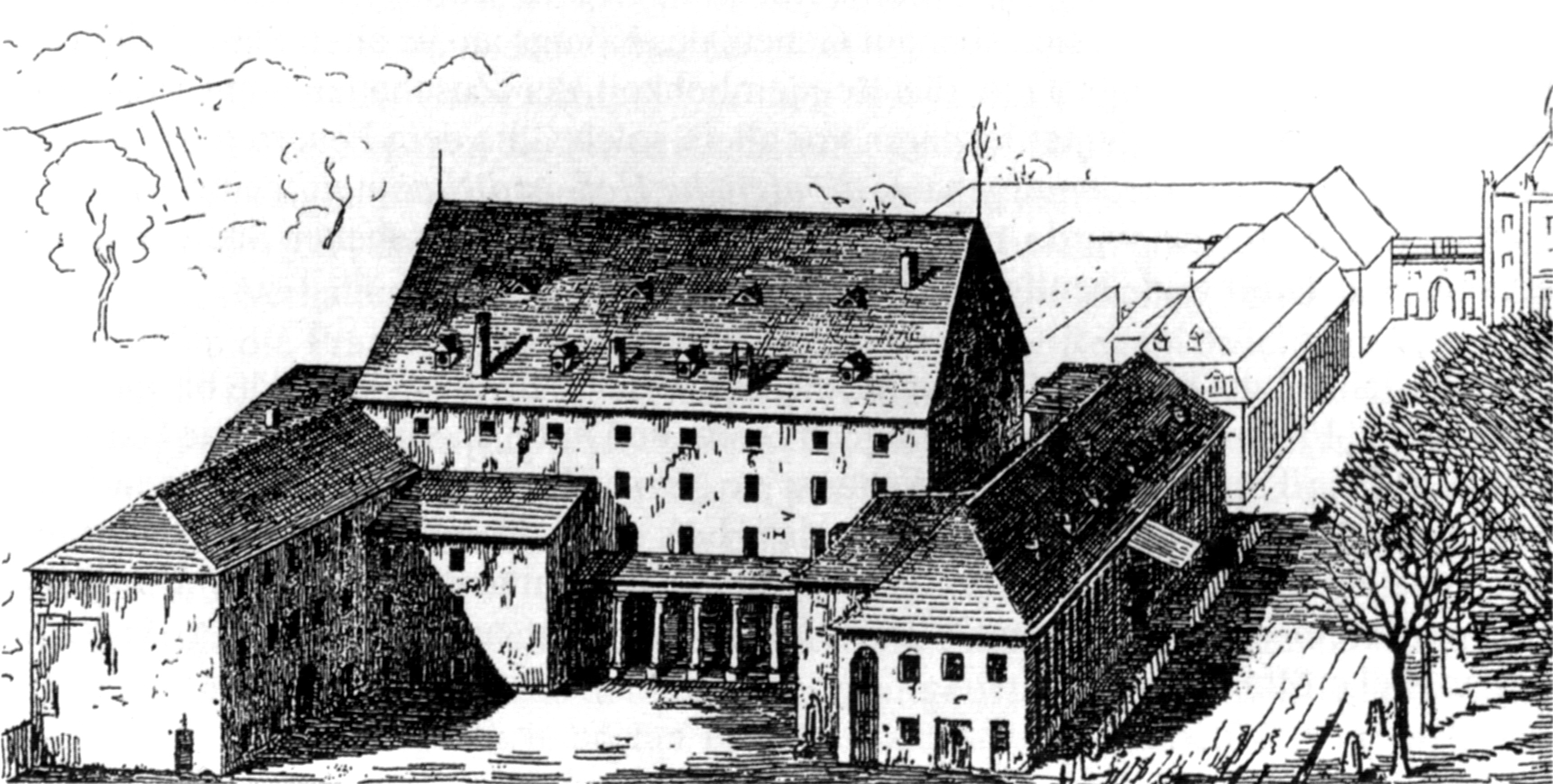
Karlsruher Hoftheater um 1820

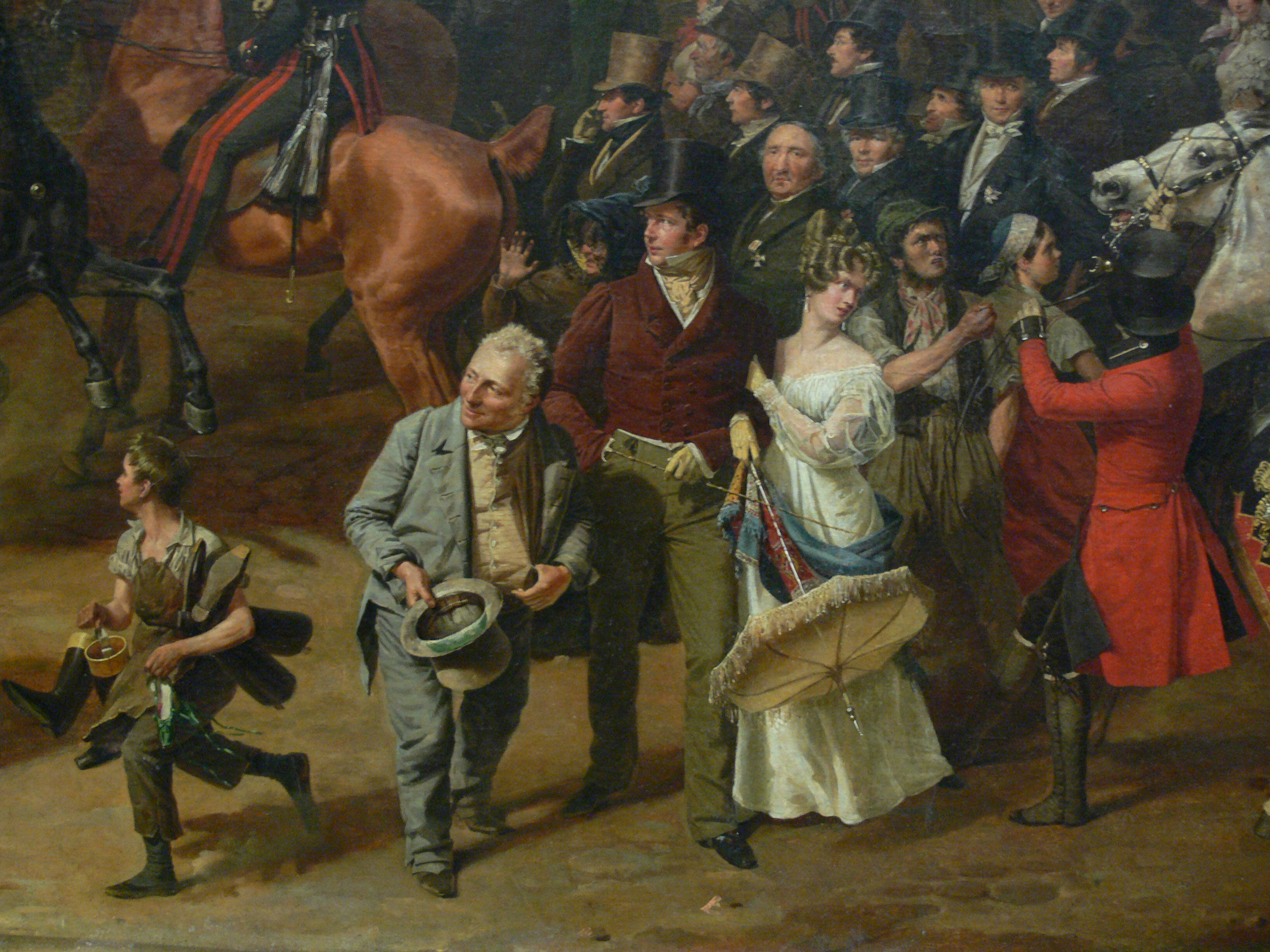
Karoline Bauer am Arm von Heinrich Blume, Detail des Gemäldes Parade auf dem Opernplatz von Franz Krüger, Berlin 1829

Ihr Debüt als Pianistin gab Bauer 1820 erfolgreich im Museumssaal mit dem d-Moll-Konzert von Wolfgang Amadeus Mozart. Als sie am Karlsruher Hoftheater die junge Schauspielerin Sophia Carolina Benda, die Tochter des Berliner Hofschauspielers und -sängers Carl Benda (in ihren Memoiren nennt sie sie „Amalie Benda“), als „Klärchen“ in Goethes Egmont sah, hatte sie fortan nur noch den einen Wunsch, wie diese als Schauspielerin auf der Bühne zu stehen. Sie freundete sich mit Fanny Glöckner an, in deren Familie die junge Künstlerin wohnte, um alles über sie zu erfahren, denn Amalie Benda lebte nach ihren Angaben äußerst zurückgezogen und war außer bei ihren Auftritten nur selten in der Öffentlichkeit zu sehen. Vermutlich hat Bauer ihre eigenen Memoiren durch die Verschmelzung der Biografien von Amalia Carolina Louisa Benda und ihrer Cousine Sophia Carolina Benda angereichert, um sie auszuschmücken, oder ihre Erinnerungen führten zu einer Verwechslung, eventuell auch mit der Schauspielerin Amalie Haizinger, die in Karlsruhe auftrat. Nach Bauers Angaben verließ Amalie Benda Karlsruhe, nachdem sie auf der Bühne zusammengebrochen war, und ging 1817 nach Prag. Die musikalische Ausbildung vernachlässigte sie zugunsten des Theaters; sie nahm angeblich Schauspielunterricht bei Johanna Demmer, einer Schülerin von August Wilhelm Iffland. Auch diese Angabe ist fragwürdig, da Johanna Demmer seit 1804 in Wien lebte und überwiegend an österreichischen Bühnen arbeitete.

„Ihre Memoirenwerke enthalten neben allerlei Erdichtetem und Klatschgeschichten auch viel Material zur deutschen Theatergeschichte der ersten Hälfte des 19. Jahrhunderts.“

Im Dezember 1822 debütierte Bauer an der Karlsruher Hofbühne als Schauspielerin in der Rolle der Margarethe. Anmut, Natürlichkeit und eigentümliche Begabung machten sie rasch zum gefeierten Liebling des Publikums. 1824 wurde sie ans Königsstädtische Theater nach Berlin berufen. Ein halbes Jahr danach wechselte sie an die dortige Hofbühne, wo sie bis 1829 angestellt war.
1829 verließ sie die Bühne, um in einer Beziehung mit Prinz Leopold von Sachsen-Coburg und Gotha zu leben, die er 1831 beendete, kurz bevor er als Leopold I. die belgische Königskrone annahm. Leopold lebte damals nach dem frühen Tod seiner ersten Frau Charlotte Augusta von Wales als Witwer in London. Bauers Memoiren zufolge ging sie eine morganatische Ehe mit Leopold ein, der sie in diesem Zusammenhang zu einer Gräfin Montgomery erhoben habe. Diese Angaben erschienen Jahrzehnte später, als die wesentlichen Protagonisten bereits verstorben waren, und fanden ungeprüft Eingang in die Biographien Leopolds, obwohl mehrere Dinge dagegen sprechen. So konnte Leopold weder einen solchen britischen Titel verleihen – dies konnte nur der britische König – noch hat sie diesen Titel jemals geführt – auch nicht, als sie später einen Grafen heiratete. Zudem gibt es etwa in Kirchenbüchern oder standesamtlichen Unterlagen weder über eine um 1829 erfolgte Eheschließung mit Leopold noch über eine 1831 vorgenommene Scheidung einen Beleg.
1831 kehrte sie zur Bühne zurück und folgte einem Ruf nach Sankt Petersburg. Sie gastierte 1834 mit außerordentlichem Erfolg in Wien, Budapest, Leipzig, Hamburg, Berlin, Lübeck etc., später in Dresden, an dessen Hoftheater sie bis 1844 mit andauerndem Beifall wirkte. Ihren Abschied dort gab sie in der Rolle des Armand. Ein Gastspiel 1840 in Hamburg, bei der sie die Donna Diana gab, war wenig erfolgreich. Die Kritiker vermissten die fürstliche Würde und schrieben, sie sei „verblüht“. Andererseits wurde ihre deutliche Aussprache gelobt.

„ein herrliches Organ mache sich desto unwiderstehlicher geltend, als hier endlich einmal Jemand sich zeige, der zu sprechen verstehe. ‚Selbst bei dem weichsten, schmelzendsten Hinhauchen der Worte ging keine Sylbe verloren‘“

Sie sagte ihr Gastspiel, das sie dem Direktor in Altona versprochen hatte, wegen des fehlenden Zuspruchs und der geringen Gage daraufhin ab und ließ verlauten,

„sie hasse die Hamburger zu sehr, um auch nur in deren Nähe, in Altona, ihre Kunstsonne glänzen zu lassen.“

Schon in Sankt Petersburg und später auch in Deutschland stand sie in Konkurrenz mit ihrer Kollegin Charlotte von Hagn, die am Theater in Berlin spielte. Das Theaterpublikum teilte sich je nach Anhängerschaft in „Hagnianer“ und „Bauerianer“.
Am 13. April 1844 heiratete Bauer den polnisch-litauischen Emigranten Graf Władysław Plater (1808–1889), mit dem sie ab 1846 in der Villa Broelberg in Kilchberg bei Zürich lebte. Die Ehe blieb kinderlos.

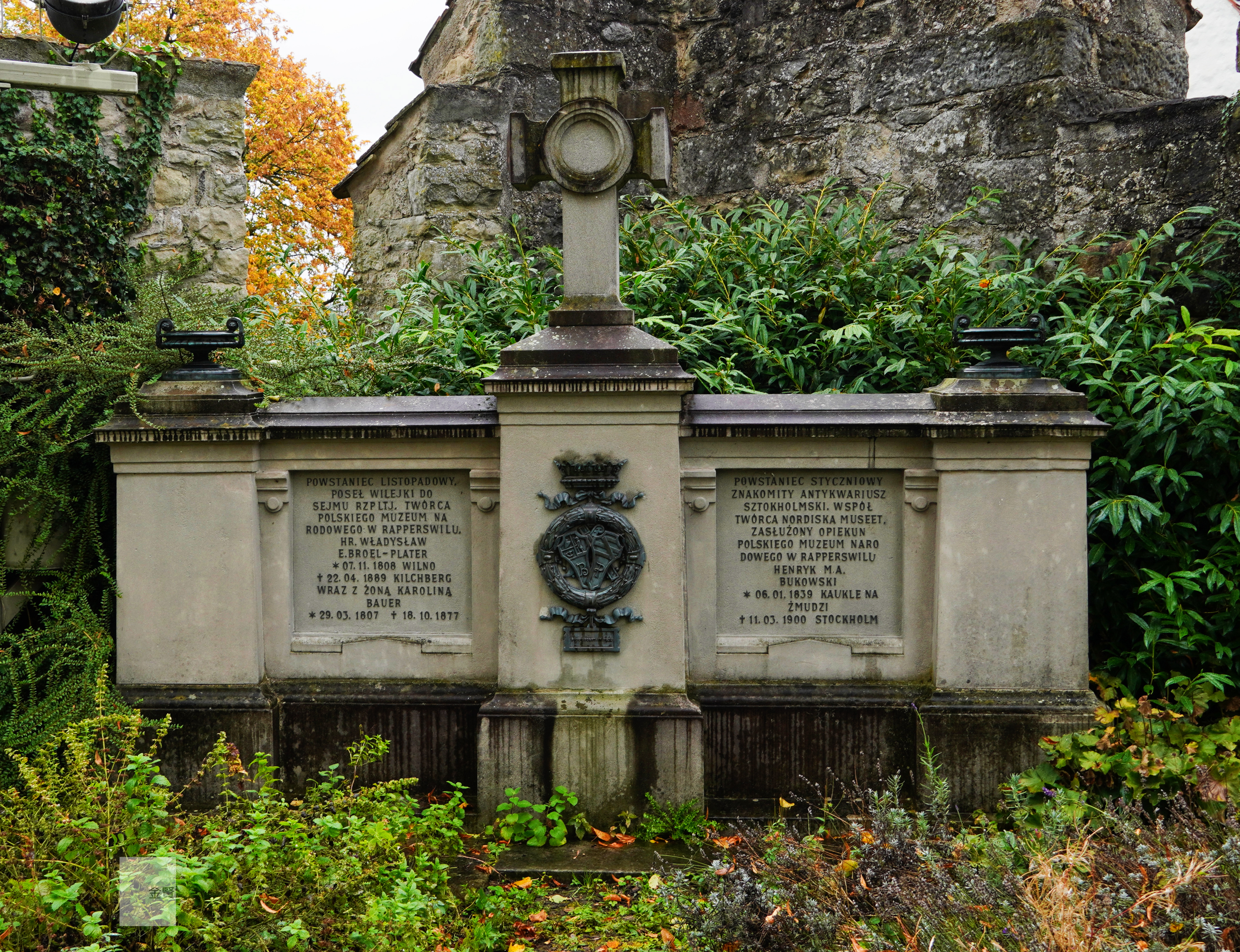
Gedenkstein Plater im Polenmuseum Rapperswil SG

## Rollen (Auswahl)
- Margarethe in Die Hagestolzen von August Wilhelm Iffland
- Julia in Beschämte Eifersucht von Johanna Franul von Weißenthurn
- Rosine in Jurist und Bauer von Johann Rautenstrauch
- Suschen in Der Bräutigam von Mexiko von Heinrich Clauren
- Preziosa in Preziosa von Pius Alexander Wolff
- Donna Diana in Donna Diana von Agustin Moreto
- Julia in Romeo und Julia von William Shakespeare
- Maria Stuart in Maria Stuart von Friedrich Schiller
- Prinzessin in Torquato Tasso von Johann Wolfgang von Goethe
- Armand in Werner von Karl Gutzkow
- Käthchen in Das Käthchen von Heilbronn von Heinrich von Kleist

## Werke
Obgleich ihre Veröffentlichungen beim Publikum und bei der Presse eine positive Aufnahme fanden, gab es auch zahlreiche Stimmen, die ihr nicht nur Irrtümer und Flüchtigkeitsfehler nachsagten, sondern darauf hinwiesen, dass hier Dichtung und Wahrheit eng miteinander vermischt seien. Es kam zum Zerwürfnis mit ihrem Herausgeber Arnold Wellmer, dem sie ihre Briefe und Manuskripte zur unbegrenzten Nutzung und Veröffentlichung zur Verfügung gestellt und dem sie zudem die Einnahmen aus ihren Büchern zugesagt hatte, ein Versprechen, das sie wenige Tage vor ihrem Tod widerrief. Wellmer veröffentlichte trotzdem postum ihre Memoiren unter den Titel Verschollene Herzensgeschichten.

„Ich Endesunderzeichnete bevollmächtige Herrn Arnold Wellmer über meine Manuscripte und Briefe ganz nach Gefallen zu verfügen!
Herrn Arnold Wellmer kommt auch die Einnahme vom Buche zu, auch wenn es zwei Auflagen erleben sollte.
Im gestern deponirten gültigen Testament ist No. 9, welche Herrn Arnold Wellmer meine Schuld anweist, und über ein Andenken, die Marmoruhr, bestimmt.
Die Vollmacht über meine Schriften kommt mir allein zu.
Karoline Bauer“

Dies wurde nicht nur in der Öffentlichkeit kontrovers diskutiert, sondern hatte auch einen langwierigen Prozess mit Graf Plater zur Folge.
- Erinnerungen. Von Karoline Bauer. In: Der Bazar. Illustrirte Damen-Zeitung. 7. Oktober 1872, S. 311 (Google Books).
- Arnold Wellmer (Hrsg.): Aus meinem Bühnenleben. Erinnerungen. Rudolf Ludwig Decker, Berlin 1871 (Digitalisat und Volltext im Deutschen Textarchiv, ursprünglich 1869 als Fortsetzungsreihe in der Hallberger’schen Zeitschrift Ueber Land und Meer erschienen).
  - 2., reich vermehrte Auflage (2 Bände). R. v. Decker, Berlin 1876 (Band 1, archive.org und Band 2, archive.org).
- Arnold Wellmer (Hrsg.): Komödianten-Fahrten. Erinnerungen und Studien. Berlin 1875 (Google Books).

Werke aus dem Nachlass
- Aus der hundertthürmigen Stadt. Bühnenerinnerungen von Caroline Bauer. (Volltext [Wikisource]).
- Arnold Wellmer (Hrsg.): Aus dem Leben einer Verstorbenen. 4 Bände, Louis Gerschel, Berlin 1878, Band 1: Karoline Bauer in ihren Briefen. (archive.org).
  - Band 2–4 der Reihe Aus dem Leben einer Verstorbenen = Verschollene Herzensgeschichten. Nachgelassene Memoiren von Karoline Bauer. Band 1, 1880 (archive.org), Band 2, 1880 (archive.org), Band 3, 1881 (archive.org).

## Erläuterungen
1. ↑  Karoline Bauer: I. Das Paradies der Kindheit. In: Arnold Wellmer (Hrsg.): Verschollene Herzensgeschichten. Nachgelassene Memoiren von Karoline Bauer (= Aus dem Leben einer Verstorbenen. Band 2). Band 1. Louis Gerschel, Berlin 1880, Abschnitt: 1. Glückliches Kind!, S. 7–9 (Textarchiv – Internet Archive).
2. ↑  Maria Johanna Carolina Demmer weber-gesamtausgabe.de.
3. ↑  Schmidt (Schmiedt), (Maria) Johanna Carolina (Jeanette); geb. Demmer (1794–1862), Schauspielerin. In: Österreichisches Biographisches Lexikon 1815–1950. Band 10, Verlag der Österreichischen Akademie der Wissenschaften, Wien 1994, ISBN 3-7001-2186-5, S. 275 (biographien.ac.at).
4. ↑  Walter Kunze: Bauer, Karoline Philippine Auguste. In: Neue Deutsche Biographie (NDB). Band 1, Duncker & Humblot, Berlin 1953, ISBN 3-428-00182-6, S. 642 (Digitalisat).
5. 1 2  Hermann Uhde: Das Stadttheater in Hamburg, 1827–1877: Ein Beitrag zur deutschen Kulturgeschichte. Cotta, Stuttgart 1879, S. 119–121 (Textarchiv – Internet Archive).
6. ↑  Arnold Wellmer (Hrsg.): Aus dem Leben einer Verstorbenen. 4 Bände, Louis Gerschel, Berlin 1878, Band 1: Karoline Bauer in ihren Briefen. (Textarchiv – Internet Archive).
7. ↑  Hermann Arthur Lier: Bauer, Karoline. In: Allgemeine Deutsche Biographie (ADB). Band 55, Duncker & Humblot, Leipzig 1910, S. 667–671.

| Personendaten    | Personendaten                                                                                      |
| ---------------- | -------------------------------------------------------------------------------------------------- |
| NAME             | Bauer, Karoline                                                                                    |
| ALTERNATIVNAMEN  | Bauer, Caroline; Bauer, Lina (Bühnenname); Bauer, Karoline Philippine Auguste (vollständiger Name) |
| KURZBESCHREIBUNG | deutsche Schauspielerin der Biedermeierzeit                                                        |
| GEBURTSDATUM     | 29. März 1807                                                                                      |
| GEBURTSORT       | Heidelberg                                                                                         |
| STERBEDATUM      | 18. Oktober 1877                                                                                   |
| STERBEORT        | Villa Broelberg bei Zürich                                                                         |